# کیریل گریگوریان
کیریل گریگوریان (روسی: Кирилл Акопович Григорьян؛ زادهٔ ۲ آوریل ۱۹۹۲) تیرانداز ارمنی‌تبار اهل روسیه است.
وی در مسابقات کشوری و بین‌المللی در مجموع برندهٔ ۱ مدال برنز شده‌است.